# Грисенко Микола Григорович
Мико́ла Григо́рович Грисе́нко (19 грудня 1889, село Кам'янече, Новоархангельського району, Кіровоградської області— 8 березня 1965, м. Київ) — бандурист, співак, артист Львівської та Київської філармоній.
У повоєнні роки в Україні відбувається відкриття класів бандури у музичних навчальних закладах різних рівнів, що сприяло професіоналізації бандурного виконавства.
Загибель Юрія Сінгалевича в автокатастрофі, репресії та заслання його вихованців стрімко обірвали розвиток самодіяльного виконавства, роботу кобзарських студій та конструктивні пошуки у виготовленні інструментів. У цій непростій ситуації власне Микола Грисенко взяв на себе місію започаткування класів бандури у Першій та Другій музичних школах та у Львівському музичному училищі.

## Біографія
Народився 19 грудня 1889 року в селі Кам'янече на Кіровоградщині. Змалку захоплювався красою народної пісні, любив співати. Наділений тенором багатого тембру, брав участь у різних професійних хорових колективах. Потрапивши на військову службу до Ленінграду, митець невдовзі став солістом ленінградської оперети. Згодом оселився у Києві, де працював солістом Київської опери, а в 1928 р також став учасником першої Київської капели бандуристів.
Упродовж всього життя Микола Грисенко працював викладачем гри на бандурі у різних навчальних закладах, зокрема, у Київській вечірній консерваторії (1933—1935). Серед його учнів був Андрій Бобир — народний артист України, видатний педагог, багатолітній художній керівник і диригент оркестру народних інструментів Української телерадіокомпанії.
У 1935 році Микола Грисенко закінчив вокальний відділ Київського музично-драматичного інституту ім. Миколи Лисенка. До початку війни працював солістом Ворошиловоградського, Вінницького та Київського оперних театрів.
У воєнні роки Грисенко у складі фронтової бригади артистів виступав у військових частинах, був солістом Московського театру ім. К. С. Станіславського.
Під час боїв за Дніпро потрапив у полон, а після звільнення працював солістом Українського музично-драматичного театру в Дніпропетровську (1942—1943) та Музично-драматичного театру ім. І. Франка у Тернополі (1943—1944), викладав вокал і бандуру на Тернопільщині та в Кременці (1944).
Після окупації Львова під совітів у 1944 році Грисенко став солістом Львівського театру опери та балету, а також давав уроки з вокалу. З 1948 року працював співаком та бандуристом у Львівській обласній філармонії.
Особливою заслугою Миколи Грисенка є започаткування класів бандури у двох львівських музичних школах та у Львівському музичному училищі. (Згідно з наказом № 77 з фондів архіву навчального закладу 10 грудня 1949 р. Грисенко був зарахований на посаду викладача бандури у Львівському державному музичному училищі).
Тут одним з найяскравіших вихованців Миколи Грисенка став Василь Явтухович Герасименко, який продовжив діяльність свого наставника в музичному училищі та в консерваторії.
У 1953 році Микола Григорович повернувся до Києва, де працював солістом-бандуристом Київської філармонії та керівником капели бандуристів при Київському палаці піонерів, керував ансамблем бандуристів Київського політехнічного інституту та капелою бандуристів Київського будинку Вчителя.
Відійшов у вічність у Києві 8 березня 1965 року.